# Real Avilés Industrial Club de Fútbol
El Real Avilés Industrial Club de Fútbol, S. A. D., más conocido como Real Avilés, es un club de fútbol español de la ciudad de Avilés (Asturias, España). En la actualidad compite en la Primera Federación. El club ejerce de local en el estadio Román Suárez Puerta, que dispone de aproximadamente 5400 localidades de asiento, inaugurado el 26 de septiembre de 1943 y posteriormente remodelado en 1999.
Sus mejores resultados en liga fueron una tercera posición en la Segunda División de España en la temporada 1952-53, que le dio derecho a disputar la promoción de ascenso a Primera División. En Copa del Rey llegó a los dieciseisavos de final en 1991-92. También ha logrado el Campeonato de España de Segunda Categoría en 1920, el Campeonato de España Amateur en 1940 y la Copa Real Federación Española de Fútbol en 2003.

## Historia

### Antecedentes
En 1903 se funda el Sport Club Avilesino (primer club de fútbol de la ciudad), por mediación de Eusebio Abascal Álvarez Herrero y Jesús Gutiérrez (avilesinos que conocieron el juego en su época de estudiantes en Inglaterra) y de Ramón Fernández-Arenas García "Ralla" que fue el alma mater del club durante sus primeras décadas de existencia, primero como jugador y más tarde como presidente del mismo. 
El club tenía una firme voluntad polideportiva y recreativa , sus inicios fueron con el béisbol para luego pasarse al Foot-Ball. Posteriormente creó un gimnasio, todo ello en 1903. En 1904 se tiene constancia de la creación de una nueva sección, la de esgrima. También organizaba festivales, fiestas, actos benéficos, etc.
El 17 de octubre de 1906 se une con la entidad recreativa Sociedad Obrera Industrial convirtiéndose en su sección de fútbol, manteniendo siempre su autonomía y con presidente propio. Aunque en principio se pensó en llamar Círculo de Recreo y Sport al club, su nombre definitivo fue el de Círculo Industrial y de Sport de Avilés.
Fue uno de los nueve clubes que en 1909 en la avenida de la plaza de toros en Madrid y concretamente en la sede social del Real Madrid, hicieron acto de presencia con el objeto de sentar las bases del próximo Campeonato de España a celebrar en 1910 en San Sebastián y deciden también la constitución de una "Federación Española de Clubes de Foot Ball". Los clubes participantes fueron: Fortuna de Vigo, Club La Coruña, Real Club Deportivo de La Coruña, Athletic Club de Bilbao, Madrid Foot Ball Club, Athletic Club de Madrid, Sociedad Gimnástica Española de Madrid, Español Foot Ball Club de Madrid y el club avilesino.
En 1908 el jugador del club, "Arín" Galé, fichó por el Madrid Foot-ball Club.

### Década 1910
En 1915 desaparece el Círculo Industrial y de Sport Avilesino y con él la práctica de fútbol en el Campo del Carnero, (en 1914 sólo se tiene constancia de la disputa de un partido), y se funda el Stadium Avilesino, una sociedad gestada durante el mes de julio en la Cofradía de El Bollo que es inscrita en el Registro Provincial de Asociaciones el 18 de marzo de 1916. La nueva entidad viste camisa grana con pantalón blanco y es presidida por Ramón Fernández Arenas, gestor del antiguo Sport Club Avilesino y pronto es inscrita el 9 de diciembre en la incipiente Federación Regional Cantábrica de Clubs de Foot-ball, que con diversas denominaciones en el tiempo, se corresponde con la actual Real Federación de Fútbol del Principado de Asturias. Junto al club avilesino rubrican el acuerdo de formación: Gijón Foot-ball Club, Club Deportivo Ovetense, Racing Club Gijón, Real Club Sporting Gijonés y Racing Club de Sama.
En 1916 se inscribe para competir en el Campeonato Regional de Asturias, pero tiene que solicitar el aplazamiento al Real Sporting de Gijón por vía de cortesía, al tener dos jugadores enfermos y no contar con plantilla suficiente. Negándose el equipo gijonés a ello, los sportinguistas se proclaman vencedores del primer Campeonato Regional de Asturias de 1.ª Categoría, sin llegar a disputarse ningún partido.
En 1918 la actividad decrece hasta prácticamente desaparecer, entrando el fútbol en una lenta agonía que es finalmente vencida en 1919 cuando, tras un breve paréntesis, resurge el Stadium bajo el nuevo nombre de Stadium Club Avilesino.

### Década 1920
En el año 1920 logra proclamarse campeón del Campeonato de España de Segunda Categoría, tras ganar por 3-2 al Futbol Club Martinenc en la final disputada en el estadio gijonés de El Molinón.
En marzo de 1922 surge una actividad nueva en el club, la de cross-country, que va añadiendo más modalidades del atletismo a la recién creada sección.
En 1923 el club permuta su camisa granate por una blanquiazul gracias a las gestiones del avilesino Eusebio Fernández quien había sido vicepresidente del Real C.D. Español, de Barcelona., 
El 31 de agosto de 1924 durante la presidencia de un partido ante el Real Sporting de Gijón en el estadio de El Molinón del Príncipe de Asturias S. A. R. Don Alfonso de Borbón y Battenberg, se le ofrece la Presidencia de Honor del club a S. M. el Rey Alfonso XIII por medio del Príncipe de Asturias. El partido finalizó con victoria avilesina por 1-2. El 28 de octubre de 1925 el rey acepta la presidencia del club y le concede el título de "Real" y desde entonces pasa a denominarse Real Stadium Club Avilesino.
En diciembre de 1929, el jugador blanquiazul "Chalo" Galé firma por el Real Madrid Football Club. Debutará con la selección española cuatro años más tarde, en el Estadio de Colombes contra Francia.

### Década 1930
Mientras se seguían disputando los campeonatos regionales previos, lo hicieron hasta 1940. En 1929 el club estrena la Tercera División de España. Que era el tercer nivel del sistema de ligas de fútbol de España.
Entre las temporadas 1929-30 y la 1933-34 juega en 3.ª División. 
El 17 de junio de 1933, el jugador Ramón Miranda 

ficha por el Foot-ball Club Barcelona.
Se clasificó para su primera promoción de ascenso a la Segunda División en la campaña 1932-33. Tras eliminar en octavos al Club Deportivo Nacional de Madrid, no logró superar en cuartos de final al Club Valladolid Deportivo.
Tuvo que esperar poco más de un año para militar en el segundo nivel del fútbol español. En 1934 debutaba en la Segunda División. Tras una remodelación de la categoría, que incluyó la ampliación a más equipos. La Federación Española de Fútbol, basándose en criterios históricos le concedía una plaza en la liga a los blanquiazules. Acabó clasificado en cuarta posición en su primera temporada.
Compitió en Segunda División durante las siguientes cuatro campañas, interrumpidas, tras la segunda consecutiva, por la Guerra Civil. De 1936 a 1939 no se disputaron tres temporadas por mor de la guerra. A principios de enero de 1938, el club notificó por vía federativa su reactivación y esperaba noticias para la reanudación de las competiciones y comunicaba: 

"Los quebrantos sufridos por nuestro club, [...], además de la desaparición completa del vestuario tenemos que añadir también la destrucción total de nuestro campo."
Directiva del Stadium Club Avilesino, 1938

El 7 de julio de 1940 logró ganar el Campeonato de España Amateur tras vencer en la final disputada en el campo de fútbol de Vallecas al equipo amateur del Sevilla F. C. por el resultado de 4-2. Los cuatro goles avilesinos fueron marcados por el jugador Mijares. Para llegar a esta final, después de lograr el campeonato regional, eliminó sucesivamente al Barreda Balompié, a la Sociedad Deportiva Deusto (jugada la ida en el Estadio de San Mamés) y al Club Atlético Osasuna. Posteriormente jugó una primera final contra el Burjasot Foot-ball Club. "Final" que se disputó en el estadio zaragozano de Torrero. Tras finalizar con empate a tres goles, después de dos prórrogas, debía disputarse un partido de desempate, pero el conjunto burjasotense optó por la retirada debido al cansancio y las bajas. Con estas condiciones los avilesinos ya eran campeones, pero decidieron motu proprio y por orgullo, comunicar a la Federación Española de Fútbol su intención de jugar una nueva final, en este caso contra el equipo eliminado por el club valenciano en semifinales, el Sevilla F. C.

### Década 1940
El 10 de enero de 1941 cambió de nombre a Real Avilés Club de Fútbol para adaptarse a la prohibición de extranjerismos impuesta por la Federación Española de Fútbol.
Durante las temporadas 1941-42 y 1942-43 la Federación Española de Fútbol suprime la Tercera División, siendo reemplazada por una categoría denominada "Campeonato Regional de 1.ª Categoría" que hacía las veces de tercer nivel del fútbol español.
El 26 de septiembre de 1943, se inauguró el actualmente denominado Estadio Román Suárez Puerta, de aquella llamado de "La Exposición". Fue en un encuentro de liga contra el Real Santander Sociedad Deportiva. El resultado favoreció a los realavilesinos por dos goles a uno. El primer gol realizado en el nuevo estadio, fue obra del jugador local Pedro Mori "Pedrín". Lo marcó en la portería de la zona de Rotonda.
Casi dos meses más tarde, Pedrín fichó por el Real Madrid, club que pagó 30 000 pesetas de traspaso.
El 2 de mayo de 1948, debutó con el primer equipo Campanal II, contaba con solo dieciséis años. Cuatro años más tarde, con veinte años, estrenó la condición de internacional con la selección de fútbol de España ante la República Federal Alemana.
En el verano de 1948 se creaba una sección tenística, el Real Avilés Tenis Club, dependiente del club. Se instaló una pista en los terrenos próximos al estadio, en el barrio de Las Meanas, que fue inaugurada el 11 de agosto de aquel año.
En la temporada 1949-50 disputó su segunda promoción de ascenso a la Segunda División. El formato esta vez fue en forma de liguilla y le tocó enfrentarse al Club Deportivo Logroñés, Unión Deportiva Huesca (que fueron los dos equipos que ascendieron), Club Deportivo San Andrés, Club Deportivo Tortosa y al Caudal Deportivo.

### Década 1950 (La Época Dorada)
En 1952, tras quedar campeón de uno de los seis grupos de la Tercera División, en concreto del Grupo 1.º, consiguió el segundo ascenso a la Segunda División. Le acompañaron a la categoría de plata: Burgos C. F., Sección Deportiva La España Industrial, Club Deportivo Cacereño, Orihuela Deportiva y el Real Jaén C. F. El título y el ascenso no se resolvió hasta el final del campeonato. A falta de dos jornadas para concluir la liga y con solo un punto de diferencia con el segundo clasificado, el Círculo Popular de La Felguera, se jugó el ascenso en el terreno de los felguerinos. Un empate a tres que acabó siendo decisivo, ya que en la última jornada los realvilesinos consiguieron sumar otro punto, mientras que el equipo de La Felguera era derrotado. Antes de este importante encuentro, el presidente blanquiazul, Valentín Fernández, se dirigió a la plantilla con unas recordadas palabras: 

"Jugadores avilesinos: Mañana en La Barraca, jugaréis en el encuentro más trascendental de toda la temporada. De vuestra actuación durante la hora y media de juego, depende que el Real Avilés, a los cuarenta y nueve años de su existencia, viva una nueva jornada triunfal., [...], La afición avilesina merece una compensación a sus desvelos en pro del fútbol local y vosotros sois los encargados de proporcionársela".
Fernández García, Valentín, 1952

El 7 de septiembre de 1952, el equipo avilesino se enfrentó en el Estadio Nuevo Chamartín al Real Madrid, en partido de carácter amistoso, en la que fue la presentación de los merengues ante su afición tras una gira por América, que culminó con la conquista de la Pequeña Copa del Mundo de Clubes 1952. La primera parte concluyó con empate a uno, con gol en propia puerta de Bermejo para los madridistas, después empató el Real Avilés por medio de Luisito Sánchez. En la segunda mitad, los goles marcados por Alvarito y Zárraga, dejaron el resultado definitivo en 3-1 para los locales.
En 1953, precisamente al club madridista, es traspasado el extremo realavilesino Taranco. En contraprestación, el Real Madrid cedió al jugador Alvarito a los blanquiazules.
El 9 de octubre de 1952, disputó en el estadio avilesino, un partido de entrenamiento contra el Club de Fútbol Barcelona. Se dividió en dos tiempos de veinte minutos cada uno y el resultado final fue de empate a tres goles. Los tantos de los azulgranas fueron anotados por Basora en dos ocasiones y por César (ambos internacionales), los blanquiazules fueron marcados por Luisito Sánchez, Martín (que jugó con los realavilesinos) y Bermejo. El club catalán quedó campeón de Primera División y de la Copa esa misma temporada.
Esta temporada 1952-53 logró el mayor hito deportivo del fútbol avilesino, al lograr clasificarse para la fase de ascenso a la Primera División de España. Para poder ascender a Primera División, debía superar, en formato de liguilla, a los equipos de Primera clasificados como antepenúltimo, el Real Club Deportivo de La Coruña, y trasantepenúltimo, el Real Club Celta de Vigo, añadiendo a los anteriores a los clubes que acabaron la temporada en segunda y tercera posición en los dos grupos de Segunda División, en este caso los rivales de los realavilesinos, que fueron la Sección Deportiva La España Industrial, el Hércules Club de Fútbol y el Club Atlético de Tetuán. Esta liguilla acabó con polémica, al renunciar al ascenso la S. D. España Industrial una vez concluida la competición, por ser filial del Club de Fútbol Barcelona, y solicitar el Real Avilés que se anularan los resultados del equipo catalán, lo cual hubiera dado como resultado el ascenso de los realavilesinos. Sin embargo, la RFEF no aceptó la reclamación blanquiazul y, por tanto, no llegó a debutar en Primera División. Los beneficiados con esta decisión fueron los dos equipos que ya estaban en Primera División. 
En esa temporada el jugador Mauro fue el máximo goleador del Grupo 1 de la Segunda División de España con 19 tantos anotados. Llegó a ser internacional con la selección de España B.
El 9 de diciembre de 1953, previa invitación por parte de la Real Federación Española de Fútbol, el Real Avilés disputó un partido ante la selección de fútbol de España, que se preparaba para disputar la fase de clasificación para el Mundial de 1954. El encuentro se disputó en el estadio zaragozano de Torrero y terminó con victoria para el seleccionado español por 6-0, goles de Arteche, Pasieguito (2), Seguí (2) y Miguel. El mítico guardameta Ramallets, formó con los realavilesinos en la segunda parte del partido.
Al finalizar la temporada 1953-54 y aprovechando las fiestas patronales de San Agustín, el club organizó los cincuenta años de la entidad, sus bodas de oro. Contó con la importante presencia así como el reconocimiento a Ramón Fernández-Arenas García "Ralla" y a los jugadores del primer equipo de la historia del club en 1903. Entre otros eventos para celebrar la efeméride, se disputaron tres partidos contra tres clubes de Primera División, el primero finalizó con empate a un gol frente al Real Santander; el segundo acabó con victoria del Real Avilés por 4-2 ante el Real Valladolid; al día siguiente se disputó el tercer encuentro, que terminó en derrota local ante el Club Atlético de Madrid por 4-1. De esta derrota, se tomaron la revancha el 25 de mayo de 1957, venciendo en partido amistoso a los madrileños por 3-2.
Tras un breve paso por la Tercera División, la campaña 1955-56. Después de acabar la fase regular en segunda posición de su grupo, le permitió disputar su tercera fase de ascenso a Segunda División. En primer lugar disputó una liguilla en la que se clasificó en segunda posición y en la que tuvo como rivales al Burgos Club de Fútbol (que ascendió directamente, tras acabar primero), Club Deportivo Orense, Unión Deportiva Salamanca, Atlético Palentino, Club Langreano, Cultural Deportiva Durango y Turista Sociedad Cultural. La segunda plaza le permitió disputar la tercera eliminatoria de la fase de ascenso, su adversario fue la Real Sociedad Gimnástica de Torrelavega. Goleó a los gimnásticos por 3-0 en la ida en El Malecón y por 4-1 en el municipal avilesino. Con este global de 7-1 los realavilesinos volvieron a la Segunda División. 
Coincidiendo con el final de la década, en la temporada 1959-60, tras clasificarse como decimoquintos, los blanquiazules acabaron descendiendo al tercer nivel del fútbol español, la Tercera División. Tardó treinta años en volver a la Segunda División.

### Década 1960
Durante los años 1960 disputó siete fases de ascenso a Segunda División, desde la temporada 1960-61 a la 1967-68. Pero en ninguna de ellas consiguió dar el salto de categoría. El salir de la Tercera División se antojaba complicado, dado el sistema de ascenso.
Ya en la temporada 1960-61, se clasificó para su cuarta promoción de ascenso a Segunda División. Tenía que superar tres eliminatorias. En la tercera entraron en liza equipos que militaban en Segunda División y luchaban por mantener la categoría. Cayó eliminado en la primera ante el Club Deportivo Villarrobledo, tras perder en la ida por 3-2 en tierras castellanas (después de remontar los villarrobledenses en tres minutos, del 81 al 84, el 1-2 favorable a los avilesinos). En la vuelta en el estadio avilesino, el empate a uno final, acabó con el intento de recuperar la categoría de plata.
La siguiente temporada volvió a clasificarse para la promoción de ascenso a Segunda División, la quinta y segunda consecutiva. Tras quedar exento de la primera eliminatoria, en la segunda eliminó al Jerez Club Deportivo, tras caer en la ida en el Estadio Domecq por 2-1, pero remontó en tierras asturianas por 5-1. En la tercera ronda, se tuvo que enfrentar al equipo de Segunda División, del Club Deportivo San Fernando. Los isleños dejaban la eliminatoria encarrilada en el partido de ida en el Román Suárez Puerta, tras ganar por 2-1 a los avilesinos. La vuelta en el campo Marqués de Varela, el club de superior categoría, además de conservarla, derrotó ampliamente por 5-2 a los realvilesinos.
En 1962 debutaba con el Real Avilés el jugador Daniel, proveniente del equipo gijonés del Pelayo C. F. Con los años se convirtió en cantante con el nombre artístico de Danny Daniel. Permaneció dos campañas de blanquiazul, la 1962-63 y la 1963-64.
La sexta promoción de ascenso a la categoría de plata del fútbol español para el Real Avilés, llegó en la temporada 1963-64. El rival en la primera eliminatoria fue el Club Deportivo Atlético Baleares de Palma de Mallorca. La ida disputada en el feudo avilesino, finalizó con victoria local por 2-1. En la vuelta en el Estadio Balear, los palmesanos ganaban la eliminatoria por un tanto de diferencia (3-1), con un polémico gol de penalti en el minuto 94.
La séptima promoción de ascenso a Segunda División llegó al año siguiente, tras quedar campeón de su grupo de Tercera División, con mucha solvencia. Le tocó en esta ocasión visitar tierras barcelonesas y enfrentarse al filial del Club de Fútbol Barcelona, el Club Deportivo Condal (anteriormente S. D. España Industrial). En el primer partido, de nuevo la mala suerte se cebó con los avilesinos que tuvieron que disputar más de sesenta minutos de juego con dos jugadores menos por lesión grave, que tuvieron que ser hospitalizados (no se permitieron los cambios en España hasta 1969). Circunstancia tan favorable fue aprovechada por los catalanes para ganar por 3-2 en el estadio avilesino. La vuelta, disputada en el Estadio del Club de Fútbol Barcelona, perdió por 8-0, la mayor derrota encajada en la categoría por los avilesinos y la segunda mayor de su historia. Fue la llamada: "noche triste del Camp Nou".
Otra nueva tentativa de ascenso a la Segunda División llegó la campaña siguiente, la 1965-66. El rival en esta ocasión fue gallego, el Club Deportivo Orense e igual resultado para los blanquiazules, una nueva eliminación en la promoción. Un doble 1-0 favorable para los orensanos, daba al traste con las aspiraciones de retorno al segundo nivel del fútbol español, en el octavo intento de ascenso del Real Avilés.
La siguiente temporada, 1966-67, los realavilesinos, de nuevo como campeones y con solo una derrota en liga, buscaron una nueva intentona de recuperar la categoría perdida. Tampoco lo logró en esta ocasión, a pesar incluso de fichar al internacional español y leyenda del Athletic Club, Mauri. En esta novena promoción de ascenso a Segunda División para los asturianos, el rival fue la Unión Deportiva Salamanca, que en la ida en su feudo del estadio de El Calvario, ya decantó la eliminatoria a su favor con un 3-1. La vuelta en el Román Suárez Puerta terminó con empate a uno.
En la campaña 1967-68 disputó la décima promoción de ascenso y quinta consecutiva. De nuevo tras quedar campeón de su grupo de Tercera División, consiguiendo una amplia ventaja sobre el segundo clasificado y con reiteradas goleadas en liga, como el 10-0 al Santa Marina C. F. Su contrincante en esta ocasión fue el Club Deportivo Ilicitano, filial del Elche Club de Fútbol que vivía su mejor época en 1.ª División. El partido de ida, como en anteriores ocasiones, ya dejaba la eliminatoria encarrilada para el rival, un 2-0 en el Estadio de Altabix que no pudo ser remontado en el estadio realavilesino, donde el resultado final fue de empate a uno. Otro nuevo fracaso que se sumaba a una década nada favorable a los blanquiazules, que tardaron veintidós años en volver a la Segunda División.
La temporada 1968-69, la competición se complicaba aún más con la reducción a la mitad de los grupos de la categoría y en el que solo el primer clasificado obtenía plaza para la promoción de ascenso, a diferencia de los dos primeros como había sido a lo largo de toda la década. El Real Avilés fichó de entrenador a su "verdugo" en la campaña anterior, Enrique Bernal Crespo, que había logrado el ascenso a Segunda División con el C. D. Ilicitano. Además de contar con el delantero Manuel Trilles, que fue máximo goleador de todas las categorías nacionales con 40 goles en 34 partidos y fue premiado por ello por el diario "Dicen". También se logró la vuelta del mejor jugador avilesino de la historia, Campanal II, "El Huracán de Avilés", que con 37 años volvía (por una peseta de sueldo) para disputar las últimas siete jornadas de liga e intentar alcanzar el liderato. Primer puesto, que era una guerra de tres equipos, junto con los blanquiazules, el Bilbao Atlético Club y el Real Santander se disputaron esa única plaza de promoción, que al final lograron los vizcaínos.

### Década 1970
En los años 1970 poco a poco fue perdiendo potencial hasta llegar a descender en la temporada 1974-75. Coincidió su declive con el ascenso del equipo de la empresa pública Ensidesa que disponía de mejores instalaciones y recursos (dinero público), lo que le llevó incluso a la Segunda División.
El comienzo de la década de los 70, lo hizo de manera muy diferente a como había sido el decenio anterior. Tras acabar en séptimo y octava posición en las dos primeras temporadas, ya lejos de los puestos que daban opción a clasificarse para recuperar la Segunda División. En una 3.ª División formada por cuatro grupos de veinte equipos cada uno, de cada grupo descendían directamente cuatro equipos y otros cuatro debían promocionar para mantenerse en la tercera categoría del fútbol español. En las campañas 1972-73 y 1973-74, el club avilesino debió disputar la eliminatoria para mantener la categoría. Salvando la primera ante el Club Deportivo Santurce, para caer en la segunda temporada, tras no superar la eliminatoria ante la Sociedad Deportiva Cultural Michelín y descender por primera vez en su historia al cuarto nivel del fútbol español, lo que suponía para los realavilesinos competir en la 1.ª Categoría Preferente.

### Décadas 1980 y 1990
El 1 de julio de 1983 absorbió al Club Deportivo Ensidesa y pasó a denominarse Real Avilés Industrial Club de Fútbol, comenzando su andadura con el nuevo nombre en la Segunda División B. En 1990 asciende de nuevo a Segunda División, en la que logra finalizar en novena posición, salvando así la categoría. La temporada 1991-92, nuevamente en Segunda División, finaliza en decimonovena posición y por tanto termina descendiendo a Segunda División B. En este mismo año el equipo acatando la ley se constituyó en sociedad anónima deportiva.
En la temporada 1995-96, tras acabar como tercer clasificado del Grupo II logra jugar la promoción de ascenso a Segunda División. Se disputó una liguilla ante el Levante Unión Deportiva, Córdoba Club de Fútbol y Racing Club de Ferrol. Ascendió el equipo valenciano como campeón y el avilesino terminó tercero de la liguilla.
En 1997 llegó a la presidencia del club, al hacerse con la mayoría accionarial, el empresario leonés José María Tejero del Río. Su gestión globalmente es en términos deportivos, sociales y económicos muy negativa. Lo que acabó con el equipo en Tercera División con plantillas la mayoría de temporadas muy modestas, lo que conllevó el abandono paulatino de la afición ante la gestión del máximo accionista de la SAD. Entre los varios resultados negativos está el obtener durante su periodo de presidencia la peor clasificación histórica del club, con un 17.º puesto en la temporada 2017-18 en el cuarto nivel del fútbol español, el más bajo en el que ha militado el club, posición que repitió dos años más tarde Diego Baeza como gestor.
En la temporada 1999-2000 desciende a Tercera División, en la segunda promoción de permanencia desde 1998.

### SigloXXI
En la campaña 2001-02 logra subir de nuevo a Segunda División B tras quedar primer clasificado en la liguilla disputada contra el Club de Fútbol Palencia, Club Deportivo Artístico Navalcarnero y la Sociedad Deportiva Compostela "B".
En 2003 gana en la final a doble partido la Copa RFEF, tras imponerse al Tomelloso C.F. en los dos partidos, por 3-0 en la ida y 0-1 en la vuelta.
En la campaña 2003-04 desciende a Tercera División.
El 30 de diciembre de 2010, en Junta General de Accionistas, la SAD aprobó por mayoría recuperar la denominación de Real Avilés.
Ante la falta de interés en el club del máximo accionista, recurre a la cesión de la gestión. La primera de ellas llevada a cargo por el exfutbolista blanquiazul Emilio Gutiérrez que junto al periodista José Antonio Álvarez cogen la gestión del club, desde 2004 hasta 2006, en que José María Tejero recupera la total gestión de la entidad.
En julio de 2011 el máximo accionista del club alcanza un acuerdo con el Grupo GOLPLUS, el cual gestionara el primer equipo durante cinco temporadas. Mediante la sociedad creada al efecto con el nombre de RANG (Real Avilés Nueva Gestión). Unos meses más tarde también llegan a un acuerdo para gestionar el resto de equipos de la escuela del club. Consiguen en la primera temporada 1400 socios por los poco más de 100 que tenía el club con el máximo accionista al cargo de la gestión del club.
A pesar de no haber conseguido el ascenso en la liguilla disputada al final de la temporada 2011-12, el 9 de julio de 2012 la Real Federación Española de Fútbol notificó al Real Avilés que debido a las vacantes por impagos dejadas por varios clubes, el Real Avilés junto a otros cuatro equipos se incorporaban desde esta misma fecha, y con todos los derechos, a esta categoría del fútbol español en la campaña 2012-13. El club asturiano pagó por ello 190.000 euros.
En la temporada 2013-14 el club se clasifica como tercero del Grupo I para disputar la promoción de ascenso a Segunda División. Superando en la primera eliminatoria al Fútbol Club Cartagena por 1-3 en la ida y 2-0 en la vuelta. En la segunda eliminatoria por el ascenso no consiguió superar a la Unió Esportiva Llagostera, a pesar de vencer en la ida en el Román Suárez Puerta por 2-0, resultado que fue remontado en su campo por el equipo catalán por 3-0. Y no consiguiendo el equipo realavilesino pasar a la tercera y definitiva eliminatoria por el ascenso.
En el tiempo de gestión del club por parte de RANG llegó a nombrar a tres directores generales: José Luis Rodríguez (2011-2013), Luis Cousillas (2013-2014) y fusiona dos puestos en uno (director deportivo y director general) en la persona de Chus Bravo (2014).
En octubre de 2014, el Grupo Golplus (RANG) abandona la entidad antes de finalizar la cuarta temporada de las cinco previstas. Según sus propias palabras; "por sentirse muy solos y por la falta de apoyo institucional, en especial del Ayuntamiento de Avilés y de las siete multinacionales asentadas en la comarca avilesina". Dejan el club en manos de la sociedad "Tudesa Gestión Sociedad Limitada" que firma con el máximo accionista un contrato de gestión hasta 2020 con una opción de compra. La nueva gestora nombra para el puesto de director general al exfutbolista del Real Avilés José Manuel Suárez Rivas "Sietes". Tudesa no llega a tomar posesión de la gestión, al cederla a la sociedad Amber Care Sport propiedad del empresario escocés John Clarkson, grupo que, tras descender al club de categoría, abandonó la entidad. 
Para la temporada 2015-16 de la gestión del club se encarga un grupo de aficionados avilesinos, que forman una directiva para llevar las riendas de la entidad blanquiazul. En dicha temporada se logra clasificar para la promoción de ascenso. Pero la salida de los miembros de la directiva más activos a lo largo de la temporada, conlleva que la siguiente campaña los directivos que quedan no sean capaces de generar los recursos necesarios. Y en diciembre de 2016 el máximo accionista vuelve a ceder la gestión a una empresa externa, en este caso a la sociedad mexicana IQ Finanzas, quien firma un acuerdo de gestión del club por cuatro temporadas, prorrogables otras dos más. Tras unos meses, el máximo accionista declara nulo el contrato por incumplimientos de la otra parte y retoma el control de la gestión al darle la razón en primera instancia el juzgado, y renunciar definitivamente el grupo IQ Finanzas a seguir pleiteando por la gestión del club.
Tras dos temporadas, 2017-18 y 2018-19, el club nuevamente es gestionado a través del máximo accionista, campañas en que el primer equipo se mueve por los puestos bajos de la Tercera División. En mayo de 2019 se anuncia que la empresa Norte Proyectos Deportivos Mallorquines, gestionará la primera plantilla del club, por espacio de cinco temporadas, mientras que la cantera seguirá en manos del presidente de la entidad y su grupo. Unos meses más tarde, nuevamente por problemas económicos, se asocian a los gestores para solucionar estos impagos un nuevo grupo empresarial que se hace con el control de la empresa gestora en marzo de 2020. Nombran al empresario Diego Baeza como nuevo administrador. Desde la temporada 2017-18 a la 2019-20 el equipo ha obtenido las tres peores clasificaciones del club en toda su historia.
En la temporada 2020-21, los resultados mejoran y el club logra una de las tres plazas disponibles para la nueva liga Segunda División RFEF. Tras no clasificarse entre los dos primeros, que daban un puesto directo, queda quinto clasificado y tiene que superar tres eliminatorias para obtener la última plaza en juego. Y aunque siga militando en el cuarto nivel del sistema de ligas de fútbol de España, es una competición interautonómica de mayor nivel competitivo.
El 7 de julio de 2023, la página web del club, anuncia que competirán con la denominación de Real Avilés Industrial CF, tras ser aceptada (la petición) por la Real Federación de Fútbol del Principado de Asturias. No se convocó junta general de accionistas para aprobar dicho cambio. No se hizo oficial la variación del nombre de la SAD hasta su publicación por el BORME, el 23 de noviembre de 2023.

#### Nuevo consejo de administración
El 16 de septiembre de 2020, el diario La Voz de Avilés adelanta que Diego Baeza González el hasta ahora gestor, se hacía con la propiedad del Real Avilés C. F. SAD. Tras comprar la mayoría accionarial de la entidad al anterior propietario. En esta operación, cuyo precio o porcentaje accionarial se desconoce, por una cláusula de confidencialidad de las dos partes, el empresario madrileño se haría (según esta información) dueño del club, mediante una empresa que utiliza el acrónimo de su nombre: DIBAGO Consulting S. L.
Dicho cambio accionarial no ha sido publicado por el Registro Mercantil. Y en su boletín oficial con fecha de 6 de octubre de 2020, informa que la presidencia de la SAD le corresponde a Josma Consulting S. L., una de las empresas del grupo de José María Tejero, a través de su Consejero delegado en el club, Julio Scheilch.
Por otra parte José María Tejero, declara en el diario La Nueva España: "Que sigue siendo el presidente" y este medio presenta una carta del Consejo Superior de Deportes en la que advierte que de haberse desprendido de sus acciones (según informaciones periodísticas recogidas por el CSD), no serían conforme a derecho, en este caso no cumplirían la "Ley 10/1990 del Deporte" y por tanto la supuesta venta sería nula de haberse producido.
El 18 de enero de 2021, el Registro Mercantil publica el nombramiento del nuevo consejo de administración del Real Avilés C. F. SAD (con fecha del 7 de enero de 2021), en el que figura como nuevo presidente Diego Baeza González. No se hace mención a cambio accionarial alguno.
El 6 de marzo de 2022, el diario La Nueva España recoge que: "Dieciocho meses después de acordar la operación de venta del club, Diego Baeza ha hecho el último pago y ya es dueño único".

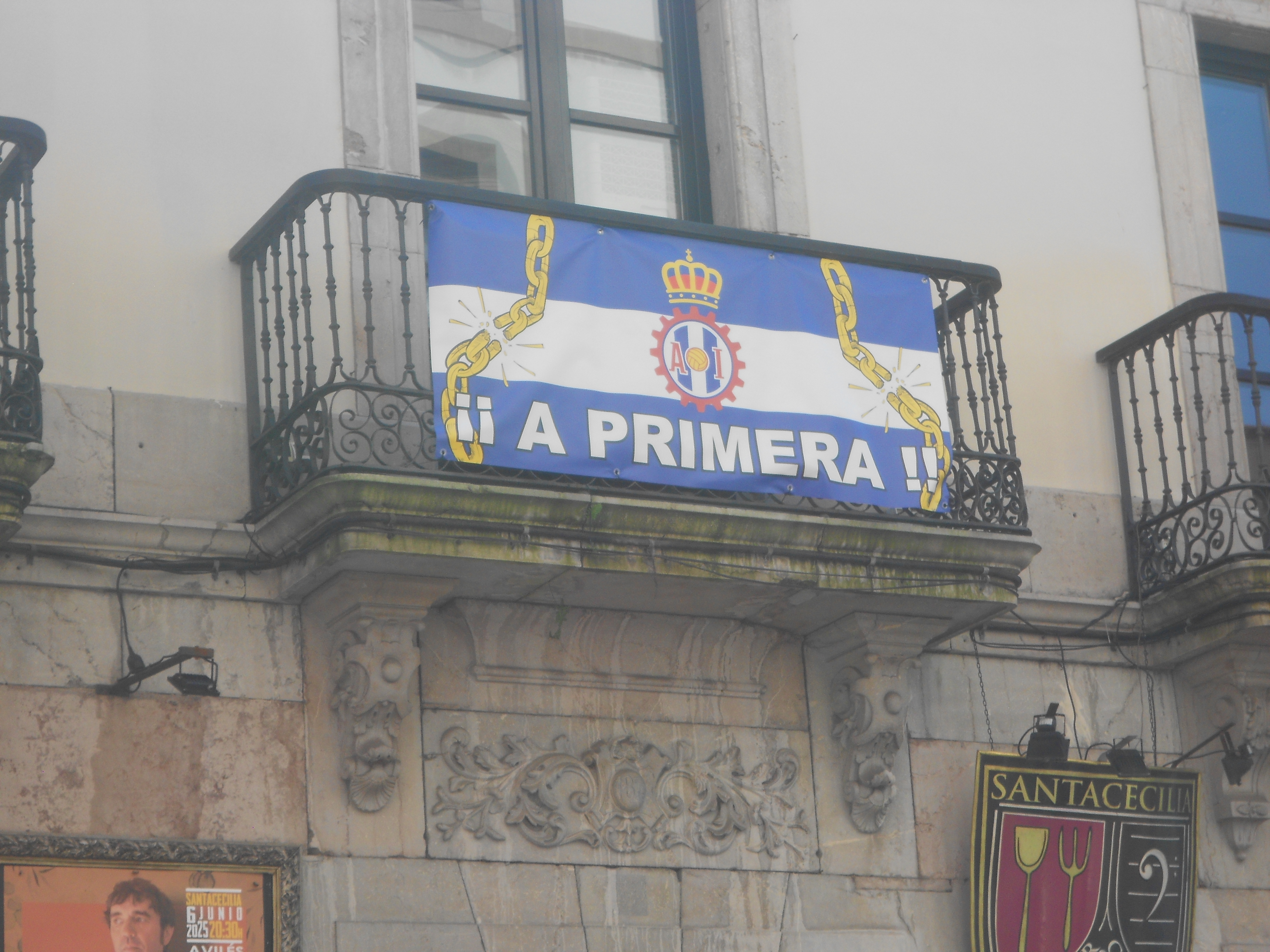
Mensaje en una terraza durante los Play-of

En el año 2025, el Real Avilés Industrial consiguió subir a Primera RFEF después de ganar los play-off de ascenso de ese año. Los resultados globales fueron 6-0 Rayo Majadahonda ,una gran victoria del conjunto blanquiazul 

## Uniforme
Su uniforme cambió en 1923 de camiseta granate y pantalón blanco a camiseta blanquiazul de franjas anchas verticales, tres azules y dos blancas (con una franja azul en el centro y las otras dos en los costados) y pantalón azul. Posteriormente, tras la absorción del C. D. Ensidesa en 1983, se incorporaron detalles granates al primer uniforme, aunque esto último se hizo hasta la eliminación del término "Industrial" del nombre del club, tras el voto mayoritario de la Junta General de Accionistas en 2010, para volver nuevamente en 2020, con la llegada del empresario madrileño Diego Baeza, quien decretó el cambio de nombre (solo el federativo), un nuevo escudo minimalista y la modificación de los colores tradicionales de la Blanquiazul, para introducir el granate en la equipación histórica del club. 
Por cuestiones de "marketing" la equipación varió habitualmente su diseño en los últimos años.
Los uniformes actuales son de la empresa "Noone", propiedad de Diego Baeza. Las equipaciones oficiales para la temporada 2024-25 son:
- Uniforme titular: camiseta con franjas anchas verticales blancas y azules con finas rayas granates y detalles negros en el cuello y las bocamangas; pantalón negro y medias blanquiazules con franja superior granate.
- Uniforme alternativo: camiseta y pantalón en azul muy oscuro; medias negras.

### Fabricantes y patrocinador
- Temporada 2008/2009: Joluvi / Fundación Deportiva Municipal de Avilés
- Temporada 2009/2010: Joluvi / Fundación Deportiva Municipal de Avilés
- Temporada 2010/2011: Joluvi / Fundación Deportiva Municipal de Avilés
- Temporada 2011/2012: Joluvi / Fundación Deportiva Municipal de Avilés
- Temporada 2012/2013: Rang / varios
- Temporada 2013/2014: Joma / Hotel Spa Zen Balagares
- Temporada 2014/2015: Joma / Hotel Spa Zen Balagares
- Temporada 2015/2016: Joma / varios
- Temporada 2016/2017: Kelme / Vulcanizados Baldajos
- Temporada 2017/2018: Kelme / Vulcanizados Baldajos
- Temporada 2018/2019: Kelme / Fundación Real Avilés
- Temporada 2019/2020: Sacer / Triocar
- Temporada 2020/2021: Elitepro / Triocar y Fanemotional
- Temporada 2021/2022: Noone / Triocar y Fresamex
- Temporada 2022/2023: Noone / Horizonte Patrimonial (local) y Fresamex (visitante)
- Temporada 2023/2024: Noone / Horizonte Patrimonial

## Símbolos

### Escudo
Desde el nacimiento del club han existido diferentes modelos y versiones del escudo. El actual es una modificación del escudo de principios de los años 80. Tiene forma de rueda dentada en color granate, bajo una esquematización de la corona real española (solicitada por el club en 1924 y concedida un año después). El interior es blanco con dos bandas azules en vertical y superpuestas a estas las letras "A" e "I" en granate. En el centro figura un balón, el tradicional modelo utilizado hasta la segunda mitad del siglo XX. 

### Bandera
La bandera desde 2021, es la enseña de Avilés, con dos franjas granates en la parte superior e inferior.
La bandera anterior estaba formada por franjas de igual tamaño intercaladas en formato horizontal; cinco blancas y cuatro azules, tanto en la parte superior como inferior blancas. Con el escudo de la entidad en el centro.

## Estadio

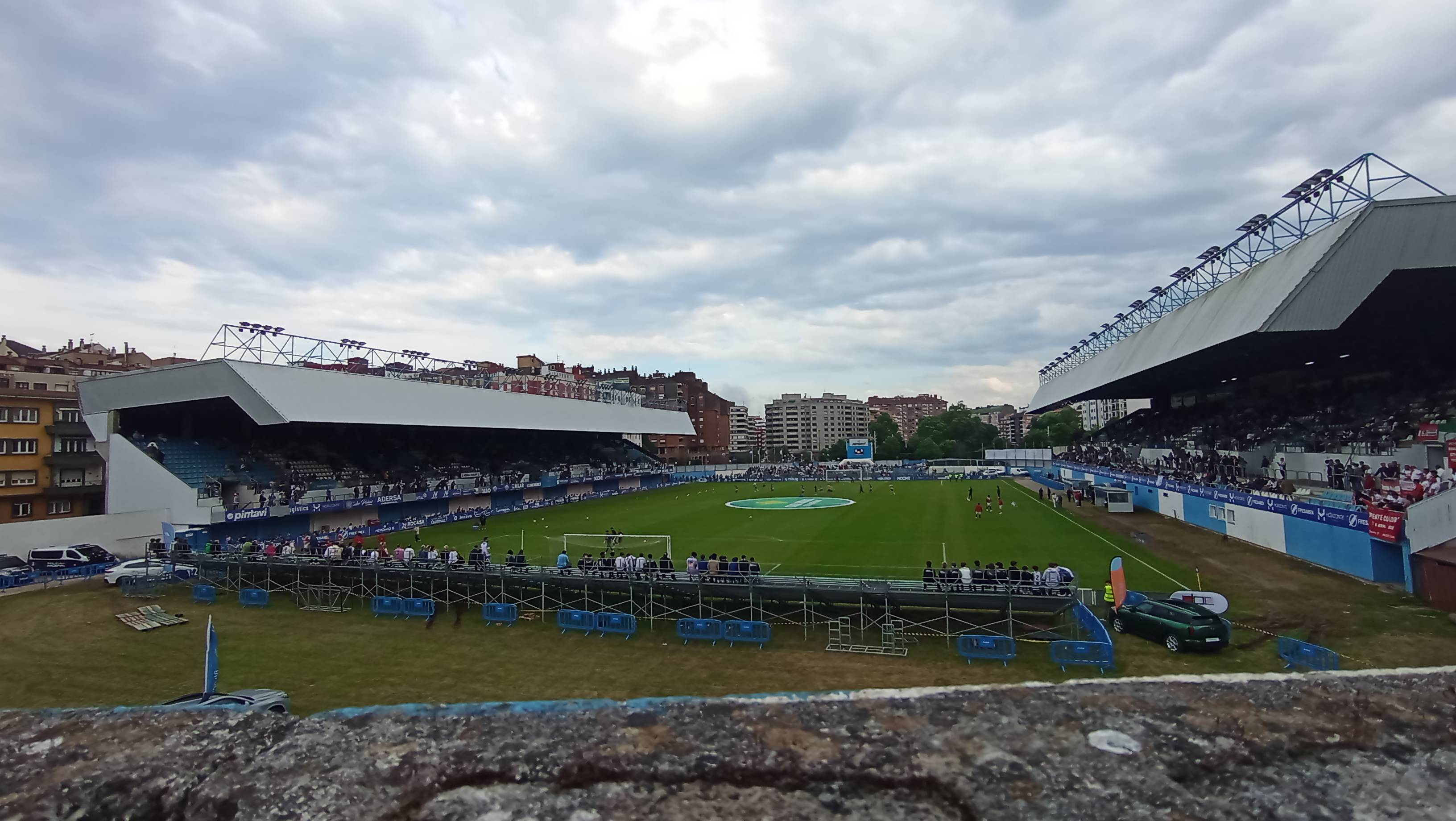
Estadio Román Suárez Puerta

El actual estadio es el Román Suárez Puerta, construido en 1943 y reinaugurado el 6 de enero de 1999, con capacidad para aproximadamente 5400 espectadores todos ellos sentados y divididos en más de 4200 en las nuevas gradas laterales, más 1132 que tiene de capacidad la grada de fondo, llamada de rotonda por su forma semicircular. El césped es de hierba natural. Se encuentra situado entre las calles José Cueto y Juan Ochoa en el barrio de Les Meanes / Las Meanas. Llamado en un principio La Exposición, por la feria de ganado que se celebraba en esa zona de Las Meanas. 
Entre 1990 y 1999 se jugó también en el Estadio Muro de Zaro (actualmente denominado "Santa Bárbara"), ubicado junto al Poblado de Llaranes. Fue por el motivo de recuperar la Segunda División y obligar la reglamentación del momento a jugar en un campo con vallas e iluminación. Algo de lo que carecía el Estadio Román Suárez Puerta y además por la promesa del gobierno municipal de la construcción de un nuevo campo en los mismos terrenos, algo que no se cumplió hasta 1997, con el cambio de partido gobernante en el municipio. 
Anteriormente a la construcción del Román Suárez Puerta los terrenos de juego utilizados fueron "El Carnero" (más conocido como "El Stadium"), "Nieva", "La Roxa" y "Les Arobies".

### Otras instalaciones
- Complejo Deportivo La Toba-Hermanos Castro: Pertenecen al ayuntamiento de Avilés. Campos de entrenamiento de hierba sintética donde suelen entrenar y disputar sus partidos las categorías inferiores del club y entrenar el primer equipo. Está situada al sureste de la ciudad de Avilés.

## Cantera
Ya en 1904 se tienen noticias de la creación del primer equipo de cantera del club, un infantil. Del fútbol base avilesino históricamente han salido muchos jugadores que lograron llegar al fútbol profesional e incluso a ser internacionales, tanto en categorías inferiores, (donde en algún caso han logrado campeonatos europeos), como a la selección olímpica y a la selección de fútbol absoluta de España. Los equipos "A", han militado con regularidad en las primeras categorías de sus respectivos campeonatos y los "B" en el segundo escalafón. Aunque en las últimas décadas haya bajado el nivel competitivo que tuvo anteriormente, prueba de ello es que solo dos equipos, los equipos cadete e infantil "A", compiten en su primer nivel competitivo.
En la temporada 2022-23, el club cuenta con los siguientes equipos de fútbol base:
| Equipo          | Categoría 2021-22 | Puesto 2021-22 | Nivel 2021-22 | Categoría 2022-23     | Nivel 2022-23 |
| --------------- | ----------------- | -------------- | ------------- | --------------------- | ------------- |
| Juvenil "A"     | División de Honor | 18.º           | 1             | Liga Nacional Juvenil | 2             |
| Atlético Avilés | 1.ª Juvenil       | 1.º            | 3             | 1.ª Juvenil           | 3 =           |
| Juvenil "B"     | 3.ª Juvenil       | 2.º            | 5             | 2.ª Juvenil           | 4             |
| Cadete "A"      | 1.ª Cadete        | 3.º            | 1             | 1.ª Cadete            | 1 =           |
| Cadete "B"      | 2.ª Cadete        | 5.º            | 2             | 2.ª Cadete            | 2 =           |
| Cadete "C"      | No compitió       | —              | —             | 3.ª Cadete            | 3             |
| Infantil "A"    | 2.ª Infantil      | 1.º            | 2             | 1.ª Infantil          | 1             |
| Infantil "B"    | 3.ª Infantil      | 5.º            | 3             | 3.ª Infantil          | 3 =           |
| Infantil "C"    | No compitió       | —              | —             | 3.ª Infantil          | 3             |
| Alevín "A"      | 2.ª Alevín        | 1.º            | 2             | 2.ª Alevín            | 2 =           |
| Alevín "B"      | 3.ª Alevín        | 10.º           | 3             | 3.ª Alevín            | 3 =           |
| Benjamín "A"    | 2.ª Benjamín      | 10.º           | 2             | 3.ª Benjamín          | 3             |
| Benjamín "B"    | 3.ª Benjamín      | 10.º           | 3             | 3.ª Benjamín          | 3 =           |
| Benjamín "C"    | No compitió       | —              | —             | 3.ª Benjamín          | 3             |
| Benjamín "D"    | No compitió       | —              | —             | 3.ª Benjamín          | 3             |
| Prebenjamín "A" | 3.ª Prebenjamín   | 5.º            | 3             | 3.ª Prebenjamín       | 3 =           |
| Prebenjamín "B" | No compitió       | —              | —             | 3.ª Prebenjamín       | 3             |
| Prebenjamín "C" | No compitió       | —              | —             | 3.ª Prebenjamín       | 3             |

### Filiales
Filiales a lo largo de la historia hubo varios. En las primeras décadas de existencia de la entidad, tuvo desde el segundo y sucesivos "teams"; o los Stadium Reserva (1916) (renombrado a Arobias F.C. en 1924) y el Real Stadium Third Division (equipo "C" del club; desde 1927). Posteriormente el Carbayedo Club de Fútbol en la década de los años 60, que llegó incluso a jugar en Tercera División en la temporada 1967-68. El Vermag también fue un club filial a principios de los años ochenta. En la última etapa en Segunda División A el filial era el Stadium Avilesino que no pasó de 2.ª Regional en su única campaña de existencia, la 1990-91. Entre 1999 y 2001 tuvo también al Atlético Avilés de filial, que tampoco pasó de 2.ª Regional. Este club se mantiene como asociado y posee dos equipos juveniles, uno en Liga Nacional Juvenil, que es el segundo juvenil del Real Avilés y un segundo equipo en 3.ª Juvenil, creado en la temporada 2024-25. 
Mantuvo convenios de filialidad con el Navarro Club de Fútbol, Club Hispano de Castrillón y con el Pumarín Club de Fútbol.
El último filial fue el Real Avilés "B", que compitió desde 2006 hasta 2018. En la temporada 2012-13 consiguió ascender a Tercera División después de proclamarse campeón de la Regional Preferente de Asturias. En la campaña 2014-15 disputó la Copa Real Federación Española tras lograr clasificarse la temporada anterior. En la 2017-18 militó en Primera Regional, bajando de categoría. Una vez finalizada la competición el club comunicaba que no inscribiría al filial para la siguiente campaña. En 2022 se inscribe de nuevo para disputar la 3.ª RFFPA.

#### Trayectoria del Real Avilés "B"
| Temporada | Nivel | Categoría           | Puesto | Copa Federación      |
| --------- | ----- | ------------------- | ------ | -------------------- |
| 2006-07   | 7     | 2.ª Regional        | 1.º    |                      |
| 2007-08   | 6     | 1.ª Regional        | 6.º    |                      |
| 2008-09   | 6     | 1.ª Regional        | 4.º    |                      |
| 2009-10   | 6     | 1.ª Regional        | 1.º    |                      |
| 2010-11   | 5     | Regional Preferente | 10.º   |                      |
| 2011-12   | 5     | Regional Preferente | 13.º   |                      |
| 2012-13   | 5     | Regional Preferente | 1.º    |                      |
| 2013-14   | 4     | 3.ª División        | 11.º   |                      |
| 2014-15   | 4     | 3.ª División        | 12.º   | 3.º (Fase de grupos) |
| 2015-16   | 5     | Regional Preferente | 19.º   |                      |
| 2016-17   | 6     | 1.ª Regional        | 6.º    |                      |
| 2017-18   | 6     | 1.ª Regional        | 16.º   |                      |
| 2022-23   | 8     | 3.ª RFFPA           | 7.º    |                      |
| 2023-24   | 8     | 3.ª Asturfútbol     | 5.º    |                      |
| 2024-25   | 8     | 3.ª Asturfútbol     |        |                      |

## Fútbol femenino
El primer equipo femenino de la entidad llevó el nombre de Carbayedo Club de Fútbol, como el antiguo filial del club. Llegó a ascender a la Primera Nacional y a contar con un filial. Se formó en 1998 y dejó de competir en 2002. Sobre la base de este equipo se creó el C. D. Femiastur, desaparecido en 2022.
El Real Avilés tiene actualmente tres equipos de fútbol femenino sénior. El "A" disputa la Segunda Federación FutFem, el "B" la 1.ª Asturfutfem y el "C" la 2.ª Asturfutfem. Estos equipos son el resultado de la absorción de la sección de fútbol femenino del Versalles Club de Fútbol, una sociedad avilesina de cantera principalmente. Esta nueva etapa, comenzó la temporada anterior, la 2021-22 con acuerdos con el Versalles C. F. "A" y con el Club Deportivo Femiastur, equipos a los que integró en su nueva estructura dedicada al fútbol femenino. Aunque federativamente siguieron conservando su autonomía y nombre distintivo, utilizaban la primera camiseta del Real Avilés y doble escudo en el pecho de la equipación.

## Datos y estadísticas del club

### Segunda División
- Puesto histórico: 75.º.
- Temporadas en Segunda División: 13.
  - Año del debut: 1934.
  - Última participación: 1991-92.
  - Mejor puesto: 3.º (1 vez): 1952-53 Jugó promoción de ascenso a Primera División de España.
  - Peor puesto: 19.º (1 vez): 1991-92.
  - Puesto más repetido: 11.º en tres ocasiones.

### Segunda División B
- Puesto histórico: 57.º.
- Temporadas en Segunda División B: 18.
  - Año del debut: 1983.
  - Última participación: 2014-15.
  - Mejor puesto: 1.º (1 vez): 1989-90.
  - Peor puesto: 20.º (1 vez): 2003-04.
  - Puesto más repetido: 16.º en cuatro ocasiones.

- Temporadas en Segunda Federación: 3.
  - Año del debut: 2021.
  - Última participación: 2023-24.
  - Mejor puesto: 2.º (1 vez): 2022-23.
  - Peor puesto: 13.º (1 vez): 2023-24.
  - Puesto más repetido: 2.º, 9.º y 13.º en una ocasión.

### Tercera División
- Puesto histórico: 23.º
- Temporadas en Tercera División: 53 (*).
  - Año del debut: 1929.
  - Última participación: 2020-21.
  - Mejor puesto: 1.º (6 veces): 1932-33, 1944-45, 1951-52, 1964-65, 1966-67, 1967-68.
  - Peor puesto: 17.º (2 veces): 2017-18 y 2019-20.
  - Puesto más repetido: 2.º en trece ocasiones.

*(Las 29 primeras temporadas corresponden al 3er. nivel del fútbol español y las 24 siguientes al 4º).

### Regional
- Temporadas en Regional: 5 (*).
  - Año del debut: 1941.
  - Última participación: 1976-77.
  - Mejor puesto: 2.º (1 vez): 1975-76.
  - Peor puesto: 8.º (1 vez): 1974-75.
  - Puesto más repetido: 3.º en dos ocasiones.

*Nunca ha disputado el actual sexto nivel del fútbol español. Las dos primeras temporadas correspondían al tercer nivel, (de 1941 a 1943 la Federación no organizó la 3.ª División) y las tres siguientes al cuarto.

### Otras competiciones nacionales
- Estadísticas en Copa del Rey.
  - Participaciones: 29.
  - Año del debut: 1934.
  - Última participación: 2023-24.
  - Mejor puesto en Copa: 1/16 de final en 1991-92.

### Niveles
El Real Avilés siempre se ha movido entre el segundo y el cuarto nivel del fútbol español. Debido a los varios cambios de nombre de las categorías o a la introducción de nuevas ligas, por niveles esta fue su militancia en ellas por parte del primer equipo del club:
| Nivel         | Temporadas    |
| ------------- | ------------- |
| Primer nivel  | 0 temporadas  |
| Segundo nivel | 13 temporadas |
| Tercer nivel  | 49 temporadas |
| Cuarto nivel  | 30 temporadas |

## Jugadores y cuerpo técnico

### Plantilla y cuerpo técnico 2025-26

#### Altas y bajas 2025-26
| Altas             |                |                     |        |       |
| Jugador           | Posición       | Procedencia         | Tipo   | Costo |
| Raúl Hernández    | Delantero      | CD Lugo             | Libre  |       |
| Berto Cayarga     | Centrocampista | Real Unión          | Libre  |       |
| Raúl Rubio        | Delantero      | SD Logroñés         | Libre  |       |
| Chukwuma Eze      | Defensa        | Real Oviedo Vetusta | Cesión |       |
| Pablo Álvarez     | Centrocampista | UP Langreo          | Libre  |       |
| Sergio Dacal      | Delantero      | UD Almería "B"      | Libre  |       |
| Quicala Bari      | Delantero      | Rayo Cantabria      | Libre  |       |
| Yasser El Arbaoui | Centrocampista | Atlético Sanluqueño | Libre  |       |
| Eduard Campabadal | Defensa        | Zamora CF           | Libre  |       |
| "Nando" Almodóvar | Portero        | Cádiz CF Mirandilla | Cesión |       |
| Adrián Gómez      | Defensa        | Sestao River        | Libre  |       |

| Bajas             |                |                  |       |       |
| Jugador           | Posición       | Destino          | Tipo  | Cobro |
| Roberto Alarcón   | Delantero      | Deportiva Minera | Libre |       |
| Javier Mecerreyes | Centrocampista | Real Unión       | Libre |       |
| Èric Callis       | Defensa        | Sin equipo       | Libre |       |
| Erlantz Palacín   | Defensa        | FC Kosice        | Libre |       |
| David Momoh       | Delantero      | Sin equipo       | Libre |       |
| "Osky" Menéndez   | Defensa        | Sin equipo       | Libre |       |
| "Nico" Fernández  | Delantero      | UD Almería "B"   | Libre |       |
| Rubén Cebollada   | Portero        | Sin equipo       | Libre |       |
| "Davo" Fernández  | Delantero      | Salamanca CF UDS | Libre |       |

### Jugadores
Destacan en la nómina de futbolistas que han pasado por el equipo los nombres de varios jugadores que lograron grandes éxitos tanto a nivel nacional como internacional, en diferentes etapas de su carrera, entre los que se pueden nombrar a: Arín Galé, Chalo Galé, Ramón Miranda, Pedrín, Campanal II, Mauro, Cholo Dindurra, los hermanos Mantido, Otto Hofbauer, Pancho Doval, Mauri, Esteban, Juanele, Joaquín, Julio Iglesias, Nduka Ugbade y Rafa entre otros.

### Entrenadores
Entre los entrenadores más destacados a lo largo de la historia del club, se puede destacar a: Elemér "Emilio" Berkessy, con quien el club alcanzó su mejor clasificación histórica, un tercer puesto en Segunda División y disputó la Promoción de ascenso a Primera División. Antón Achalandabaso, el primer entrenador en Segunda División en la temporada 1934-35, con el que el equipo consiguió acabar la temporada en cuarta posición. 
Otros técnicos destacados en la historia del club fueron Cholo Dindurra o Julio Raúl González que entrenó al club en cuatro etapas distintas.

## Presidentes
- Alberto Solís Pulido (1903-1906)
- Manuel González Wes (1907-1912)
- Ángel Álvarez González (1912-1915)
- Ramón Fernández-Arenas García, "Ralla" (1915-1917)
- Salustiano García-Cuevas (1918-1919)
- Julio González Pumariega (1919-1920)
- Juan Oria y García Somines (1920-1923)
- Enrique Suárez Álvarez (1923-1924 y 1930-1932)
- Gustavo Rodríguez Maribona (1924-1925)
- Francisco García Pola (1925-1927)
- Manuel Vega Medina (1927-1928)
- Santiago Galé (1928-1929)
- César Camino González (1929-1930, 1935-1939 y 1940-1941)
- Eusebio Fernández Muñiz (1932-1935)
- Francisco García Pola (1939-1940)
- Horacio García de Castro (1941-1947)
- José Ramón González Martínez (1947-1950 y 1952-1961)
- Valentín Fernández García (1950-1952)
- Jenaro Álvarez Huerta (1961-1963)
- Ramón Rodríguez Fernández, "Toldao" (1963-1965)
- Emilio Panizo Rodríguez (1965-1968)
- Alfonso Quirós Fuentes (1968-1971)
- Ricardo Sánchez Gelaz (1971-1973)
- Víctor Suárez Rodríguez (1973-1975)
- Leopoldo Figueiras López-Ocaña, "Polchi" (1975-1977)
- José Burgos Álvarez (1977-1979)
- Manuel Martín Ledesma (1980)
- Jesús Manuel Llera Arrojo (1981-1983)
- Juan Muro de Zaro y Durán (1983-1985)
- José Manuel Díaz González (1985-1989)
- José Eloy Rodríguez Fernández, "Pepe Frana" (1989-1992)

### Presidentes SAD
- Manuel Álvarez González, "Lloriana" (1992-1997)
- Tomás Medina Fernández (1997)
- José María Tejero del Río (1997-2021)
- Diego Baeza González (2021-)

## Palmarés

### Torneos nacionales
- Campeonato de España de Segunda Categoría (1): 1919-20.
- Campeonato de España de Aficionados (1): 1939-40.
- Copa Real Federación Española de Fútbol (1): 2002-03.
- Segunda División B (1): 1989-90.
- Subcampeón de Segunda División B (1): 1987-88.
- Subcampeón de Segunda Federación (1): 2022-23.
- Tercera División (6): 1932-33, 1944-45, 1951-52, 1964-65, 1966-67 y 1967-68.
- Subcampeón de Tercera División (13): 1929-30, 1949-50, 1955-56, 1960-61, 1961-62, 1963-64, 1965-66, 1978-79, 1979-80, 1986-87, 2001-02, 2011-12 y 2016-17.

### Torneos autonómicos
- Subcampeón del Campeonato Regional de Asturias de 1.ª Categoría (1): 1916-17.
- Campeonato Regional de Asturias de 2.ª Categoría (2): 1919-20 y 1928-29.
- Campeonato de Asturias Amateur (2): 1930-31 y 1939-40.
- Subcampeón del Campeonato de Asturias Amateur (1): 1929-30.
- Subcampeón de Primera Regional Preferente (1): 1975-76.
- Copa de la Real Federación Española de Fútbol (Fase asturiana) (6): 1999-2000, 2001-02, 2002-03, 2021-22, 2022-23 y 2024-25.
- Subcampeón de la Copa de la Real Federación Española de Fútbol (Fase asturiana) (2): 2013-14 y 2016-17.
- Torneo Federación (Fase asturiana) (2): 1950-51.
- Campeonato de Reservas de Asturias (1): 1954-55.

### Trofeos amistosos
- Trofeo San Agustín (16): 1964, 1970 y 1971 (Fiestas), 1978, 1979, 1980, 1984, 1986, 1987, 1990, 1991, 1993, 1994, 1999, 2011 y 2013.
- Copa San Agustín (8): 1909, 1913, 1920, 1924, 1926, 1931, 1947 y 1948.
- Trofeo Santo Domingo (5): 1976, 1980, 1989, 2002 y 2003.
- Trofeo Hermanos Tarralva: (5) 1977, 1985, 1987, 1999 y 2023.
- Trofeo San Lorenzo (3): 2011, 2021 y 2022.
- Torneo San Mateo (1): 1908.
- Copa Santander (1): 1911.
- Copa Marqués de la Rodriga (1): 1911.
- Copa de Grado (1): 1922.
- Trofeo Ciudad de Viveiro (1): 1980.
- Trofeo Cámara (1): 1981.
- Trofeo Memorial Aniceto Campa: (1) 1984.
- Trofeo Santísimo Cristo de Candás (1): 2012.
- Torneo Memorial Pepe Ortíz (1): 2013.
- Trofeo Villa de Jovellanos (1): 2014.
- Trofeo San Roque (1): 2018.
- Trofeo Villarejo (1): 2020.
- Memorial Ricardo Fernández (1): 2023.